# Mil rocas de seda
Mil rocas de seda, traducción del nombre chino Qian Si Yan (en chino 千丝岩; en pinyin, qian si yan), es un parque natural en la montaña de Qian Si. Se sitúa dentro de la provincia de Zhejiang en el condado de Qingtian en una zona rural, 14 kilómetros al suroeste del pueblo Shankou. Fue nombrado en 2011 zona turística nacional de categoría AAAA(4A).

### Clima
Qing Tian se localiza en una zona subtropical, al encontrarse cerca al sur del océano y al este cerca de las montañas por lo que también tiende a tener una clima oceánico y de montaña, así que establece una temperatura medio anual suave.

### Principales atracciones
Frente hacia el suroeste hay una cascada, tiene una altura de 28 metros, la boca es estrecha de unos 4 metros de anchura y conforme va discurriendo se va haciendo más ancha con unos 15 metros de ancho en la parte extremo inferior, formando un estanque semicircular con una profundidad media de unos 2 metros y una superficie de unos 200 metros cuadrados. Una escalera (Tianti) estrecha y empinada de 148 escalones que llega hacia una puerta (Tianmen) alta y estrecha que solo se puede pasar de uno en uno donde le llevará hacia la parte más alta del parque, desde aquí se puede contemplar por completo el paisaje de este sitio. Una pared tallada de los 18 arhat diferenciado cada uno por la postura que presenta y la expresión de la cara, mide 150 metros de altura y unos 120 metros de ancho, tallada por el maestro de las artes Yaoguang Lin con granito. Una pequeña cueva  que se sitúa cerca de la cascada en la dirección del sureste que es una pequeña galería del susurro, una roca rana como el nombre indica, una piedra tallada en forma de rana. Un templete que está situado cerca de la roca rana para descansar y tomar algo, en el interior del parque hay una puente para atravesar un pequeño arroyo, en la parte noreste se localiza un templo, en el interior del templo hay diferentes estatuas de buda.